# Jacqueline Schroeder
Jacqueline Schroeder (auch Jacote Schroder) ist eine ehemalige Schweizer Basketballspielerin.

## Karriere
Schroeder nahm mit der Schweizer Basketballnationalmannschaft der Damen an der Europameisterschaft 1952 in Moskau teil. In den Spielen gegen Polen (22:40), die DDR (53:8), die Sowjetunion (12:104), Österreich (34:25) und Frankreich (31:46) erzielte die Schweizerin 13 Punkte. Ausserdem nahm Schroeder mit der Nationalmannschaft an der ersten Weltmeisterschaft 1953 in Santiago de Chile teil. In den Spielen gegen Chile (28:37), Kuba (28:32), Mexiko (25:40), Peru (26:34) und erneut Kuba (17:5) erzielte die Schweizerin elf Punkte. Weiterhin nahm Schroeder mit der Schweizer Basketballnationalmannschaft der Damen an der Europameisterschaft 1956 in Prag teil. In den Spielen gegen die Sowjetunion (25:153), die Niederlande (18:71), Österreich (29:69), Dänemark (58:56 OT), Finnland (54:70), Rumänien (34:91), Schottland (63:50) und erneut Dänemark (33:47) erzielte die Schweizerin 36 Punkte. Gegen die Niederlande (5 Punkte) überzeugte Schroeder als erfolgreichste Werferin des Teams.
Im Sommer 1956 war Schroeder verheiratet und spielte auf Vereinsebene in Genf.